# 多田智満子
多田 智満子（ただ ちまこ、1930年4月1日 - 2003年1月23日）は、日本の詩人・随筆家・翻訳家・フランス文学者。福岡県福岡市の博多（現・博多区）出身。本名、加藤智満子。

## 経歴

### 生い立ち（1930年 - 1955年）
銀行員だった父の転勤に伴い、幼少期を京都、東京などで過ごす。小学校5、6年で『プルタルコス英雄伝』や『平家物語』を愛読し、15歳で滋賀県愛知川沿いに戦争疎開した際にプラトン、エピクテトス、セネカなどを携えるなど、少女時代から異才を放っていた。また、謡曲や歌舞伎にも親しんだ。桜蔭高等女学校を卒業後、東京女子大学外国語科で学び、矢川澄子と親交を結ぶ。卒業後に慶應義塾大学文学部英文科に編入学するも、結核に罹り半年間休学。病床での思索が自らの文学的出発点となった。矢川澄子、岩淵達治らと同人誌『未定』を創刊、同誌にはのちに澁澤龍彦、生田耕作らも参加する。

### 初期の活動（1956年 - 1968年）
1956年に第1詩集『花火』を書肆ユリイカから出版。悲哀と諧謔を秘めながら、あくまで清新な作品に、一部で注目を集めた。同年秋に結婚（夫君はのち会社社長）し、神戸・六甲へ移り住み、終生その地で暮らすこととなる。関西では神谷美恵子のフランス語私塾の有力メンバーであり、1963年に創刊された神戸の同人誌『たうろす』に参加した（この同人誌には一時期、池内紀も参加している）。この頃、医師立会いによる向精神薬LSDの服用実験を受け、その幻覚体験を基に詩篇「薔薇宇宙」を制作。自らの宇宙観を形象化する、形而上的、幻想的な作風を確立した。1964年にこの詩を含む同名詩集を上梓。
同年にマルグリット・ユルスナールの歴史小説『ハドリアヌス帝の回想』を翻訳出版。夫が結婚前にニューヨーク滞在時の土産で渡されたのが翻訳のきっかけだったが、当初は大学時代の恩師白井浩司との共訳で出版される予定だった。だが多田の訳稿を読んだ白井は「一字も直す必要がないので、あなたの名前で出しなさい」と多田単独訳を薦めた。実際、この翻訳本の反響は大きく、多田の硬質にして華麗な訳文を読み三島由紀夫は「多田智満子さんって……あれは、ほんとは男なんだろ」と信じて疑わず、塚本邦雄は「非の打ち所がない」と絶賛した。
3年後の1967年『讃』、『遠征』などを収めたサン＝ジョン・ペルス詩集の翻訳を出版するが、精神医学転向直後にこの訳詩集を手にした中井久夫は、「むいたばかりの果実のように汚れがなくて、滴したたるばかりにみずみずしかった」と述懐している。翌1968年に、野中ユリの装丁による第4詩集『鏡の町あるいは眼の森』を上梓した。

### 中期の活動（1969年 - 1986年）
1972年に第5詩集『贋の年代記』を出版したが、「暮念勧世音」と題した作品も所収されていることからも分かるように、この頃から多田は仏典、漢籍、日本古典などに関心を広げ、特に華厳経に大きな興味を示した。1975年に、夢を題材にした幻想的な散文詩集『四面道』を上梓する一方、初の歌集『水姻』を出版する。翌年には、のちに『古寺の甍』にまとめられる古都紀行の連載を始めるなど、内容、形式両面で幅を広げた時期である。翻訳では『火』、『東方奇譚』などのユルスナール作品に加え、アントナン・アルトーの『ヘリオガバルス』、マルセル・シュウォッブの『少年十字軍』など、多彩な作品を訳す。同時代の時勢に全く関心を示さない多田だったが、当時翻訳されはじめたボルヘスには深い共感と敬意を払った。ほかに、多田が敬愛した文学者として稲垣足穂、呉茂一、西郷信綱、葛原妙子、山中智恵子などが挙げられるが、とりわけ1976年に3人で同人誌『饗宴』を創刊した鷲巣繁男、高橋睦郎とは結びつきが深かった。
『饗宴』誌に多田はエッセイ『魂の形について』を連載した。「不可視のものに形を与える人間の想像力に興味をそそられた」とあとがきに書いているが、このエッセイと、鏡と眼差しについて綴った『鏡のテオーリア』、さらには動植物に神々の世界を見た世界各国の神話を紹介する後期エッセイ集に共通するのは、「見ること」、観照（テオーリア）への多田の深い関心と思考である。1980年には第6詩集『蓮喰いびと』、1986年には第7詩集『祝火』を出版。形而上学的、幻想的な作風、そして言葉遊びをはじめとするユーモアなど、多田文学が円熟と完成の域に達したことを示した詩集である。なお前者の詩集に対しては、1981年に現代詩女流賞が授与された。
英知大学（現聖トマス大学）仏文科教授として教壇にも長年立ち、のちに仏文科学科長、大学院宗教文化学科教授、退任後は名誉教授になっている。

### 後期の活動（1987年 - 2003年）
第7詩集『祝火』から、次の詩集『川のほとりに』（1998年、現代詩花椿賞受賞）まで12年を要し、翻訳も『この私、クラウディウス』のみとこの時期は少ないが、味わい深く明晰な文章の書き手としての評判はむしろ高まり、エッセイの連載が多数舞い込むなど、実際には多産な時期であった。これらエッセイは『森の世界爺』、『動物の宇宙誌』、『十五歳の桃源郷』など、2000年前後に単行本にまとめられた。『字遊自在ことばめくり』は長年書き溜めた言葉遊びを集めた本で、多田のユーモラスな面を凝縮した一冊といえる。また、1987年にフィンランド、1998年にキューバ、メキシコ、2000年にはオランダと外国にも頻繁に足を向けている。今日までに多田智満子の作品は英語、スペイン語などに翻訳されている。
個人的感傷は一切排除し、形而上的思考とユーモアに満ちた多田の作風は、中村眞一郎、丸谷才一、由良君美などにも評価された。その一方で、時勢に全く興味を示さなかった多田には「浮世離れ」、「自分の博識をひけらかしているだけ」などの偏見がつきまとうことが多かった。独自の作風を示している以上、博識そのものというより、博識に裏打ちされた独自の認識と感性に立脚した文学と見るべきであろう。
また、「個性だけの作品に私は興味がない」と再三言い切っていた多田は、「もうこの歳になってどうでもいい」と後期にいたって断片的な来歴などを語り始めるのであり、それ以前は身辺雑記すらほとんど書こうとしなかった。個性ないし時代の混沌・無秩序・カオス的表現を志向した現代詩にあって、「宇宙の立法」、(言葉遊びも含めて)文章の「秩序」を重んじた多田作品はあまりに孤絶したものであり、生前正当に評価される機会は少なかったといえる。「人間の時間を超越している詩人」、「現代日本にもったいない御方」と言われる所以である。
2001年に、前年出版された第9詩集『川のある國』に対し読売文学賞および地中海学会賞が授与されるが、この年の11月に癌が発見され、急遽入院してしまう。死期が近いことを悟った多田は、家族、高橋睦郎をはじめとする友人、編集者たちの理解協力のもと、没後出版物の計画、友人知己への挨拶、自らの葬儀への指示など、落ち着いた態度で死への準備を進めた。その泰然自若ぶりは、生前の気品ある美しさとともに、いまだに語り草である。2003年1月23日朝、肝不全のため神戸市灘区の病院で永眠。3日後の26日に葬儀委員長・高橋睦郎の下に執り行なわれた葬儀では、「私の骨は薔薇で飾られるだろう」という『薔薇宇宙』の詩句そのままに会葬者が白薔薇を献じ、多田本人が会葬者への香典返しに準備していた句集『風のかたみ』（のちに詩集『封を切ると』付録に所収）が配布された。この遺作句集最後の句「草の背を乗り繼（継）ぐ風の行方かな」を取って、命日は「風草忌」といわれる。墓所は神戸市長峰霊園。

## 主な著書

### 詩歌集
- 『花火』（書肆ユリイカ 1956年）
- 『闘技場』（書肆ユリイカ 1960年）
- 『薔薇宇宙』（昭森社 1964年）
- 『鏡の町あるいは眼の森』（昭森社 1968年）
- 『贋の年代記』（山梨シルクセンター 1972年）
- 『多田智満子詩集』（思潮社〈現代詩文庫〉 1972年）- 新書版
- 『四面道』（思潮社 1975年）- 散文詩集、装画 村上芳正
- 『歌集　水姻』（コーベブックス 1975年）
- 『蓮喰いびと』（書肆林檎屋 1980年）
- 『季霊 多田智満子詩集』〈現代女流自選詩集叢書4〉（沖積舎 1983年）
- 『詩集　祝火』（小沢書店 1986年）
- 『定本 多田智満子詩集』（砂子屋書房 1994年）
- 『川のほとりに』（書肆山田 1998年）
- 『長い川のある國』（書肆山田 2000年）

没後出版
- 『封を切ると』（高橋睦郎編　書肆山田　2004年）
- 『歌集 遊星の人』（高橋睦郎編　邑心文庫　2005年／明徳出版社　2007年）

### 随筆・エッセイ集
- 『古寺の甍』（河出書房新社 1977年）
- 『鏡のテオーリア 鏡をめぐる断章』（大和書房 1977年、増補版1980年／ちくま学芸文庫 1993年）
- 『魂の形について』（白水社 1981年、白水Uブックス 1996年／ちくま学芸文庫 2021年）
- 『神々の指紋 ギリシア神話逍遥』（筑摩書房 1989年／平凡社ライブラリー 1994年）
- 『花の神話学』（装画 福沢一郎、白水社 1984年）
- 『夢の神話学』（第三文明社 1989年）
- 『森の世界爺 樹へのまなざし』（人文書院 1997年）
- 『動物の宇宙誌』（青土社 2000年）
- 『字遊自在ことばめくり』（河出書房新社 2000年）
- 『十五歳の桃源郷』（人文書院 2000年）
- 『犬隠しの庭』（平凡社 2002年）

## 主な訳書
- マルグリット・ユルスナール
  - 「ハドリアヌス帝の回想」（白水社、1964年、改訳版1978年、新装版1985年）

白水社、改版1993年、<ユルスナール・セレクション1> 2001年、新訂版2008年
  - 「東方綺譚」（白水社 1980年、白水Uブックス 1984年）
  - 「火　散文詩風短篇集」（森開社 1974年／白水社 1983年、新装版1992年、2023年）

各 <ユルスナール・セレクション4> に収録
  - 「ピラネージの黒い脳髄」（白水社・アートコレクション 1985年）

<ユルスナール・セレクション5> に再録 - ※但し図版は未収録
- 「サン＝ジョン・ペルス詩集」[注釈 3]（思潮社 1967年、新装版1975年）
- ジョルジュ・シャルボニエ「レヴィ＝ストロースとの対話」（みすず書房 1970年、再版1976年）
- アンリ・ボスコ（英語版）「ズボンをはいたロバ」（晶文社：文学のおくりもの、1977年、新装版1986年）
- アントナン・アルトー「ヘリオガバルス または戴冠せるアナーキスト」

（白水社 1977年、白水Uブックス 1989年、白水社「著作集2」 1996年）
- マルセル・シュウォッブ「少年十字軍」（森開社 1978年／王国社 1990年、新装版1998年）
  - 『マルセル・シュオッブ全集』（国書刊行会（全1巻）、2015年）に再録
- ジュリアン・グリーン「つみびと」（井上三朗共訳、「グリーン全集 11」人文書院 1983年）
- ジョゼフ・ケッセル「ライオン」（白水社 1986年）
- ロバート・グレーヴズ「この私、クラウディウス」（赤井敏夫共訳、みすず書房 2001年）